# Qualificazioni al campionato mondiale di calcio 1966 - CONCACAF
La FIFA respinse la partecipazione del Guatemala. Ci furono due turni:
- Primo Turno: Le 9 squadre furono divise in 3 gruppi da 3 squadre ciascuno. La squadra vincitrice del gruppo accedeva al turno finale.
- Secondo Turno: Le 3 squadre giocarono una contro l'altra. La vincitrice del gruppo si qualificava per il mondiale.

## Primo Turno

### Gruppo 1
| Data             | Luogo             | Squadra 1   | Risultato | Squadra 2   |
| ---------------- | ----------------- | ----------- | --------- | ----------- |
| 28 febbraio 1965 | San Pedro Sula    | Honduras    | 0 - 1     | Messico     |
| 4 marzo 1965     | Città del Messico | Messico     | 3 - 0     | Honduras    |
| 7 marzo 1965     | Los Angeles       | Stati Uniti | 2 - 2     | Messico     |
| 12 marzo 1965    | Città del Messico | Messico     | 2 - 0     | Stati Uniti |
| 17 marzo 1965    | San Pedro Sula    | Honduras    | 0 - 1     | Stati Uniti |
| 21 marzo 1965    | Tegucigalpa       | Honduras    | 1 - 1     | Stati Uniti |

| Pos | Squadra     | Pti | G | V | N | P | GF | GS | DR |
| --- | ----------- | --- | - | - | - | - | -- | -- | -- |
| 1   | Messico     | 7   | 4 | 3 | 1 | 0 | 8  | 2  | +6 |
| 2   | Stati Uniti | 4   | 4 | 1 | 2 | 1 | 4  | 5  | -1 |
| 3   | Honduras    | 1   | 4 | 0 | 1 | 3 | 1  | 6  | -5 |

Messico avanza al turno successivo.

### Gruppo 2
| Data            | Luogo    | Squadra 1 | Risultato | Squadra 2        |
| --------------- | -------- | --------- | --------- | ---------------- |
| 16 gennaio 1965 | Kingston | Giamaica  | 2 - 0     | Cuba             |
| 20 gennaio 1965 | Kingston | Cuba      | 1 - 1     | Antille Olandesi |
| 23 gennaio 1965 | Kingston | Giamaica  | 2 - 0     | Antille Olandesi |
| 30 gennaio 1965 | L'Avana  | Cuba      | 0 - 1     | Antille Olandesi |
| 3 febbraio 1965 | L'Avana  | Giamaica  | 0 - 0     | Antille Olandesi |
| 7 febbraio 1965 | L'Avana  | Cuba      | 2 - 1     | Giamaica         |

| Pos | Squadra          | Pti | G | V | N | P | GF | GS | DR |
| --- | ---------------- | --- | - | - | - | - | -- | -- | -- |
| 1   | Giamaica         | 5   | 4 | 2 | 1 | 1 | 5  | 2  | +3 |
| 2   | Antille Olandesi | 4   | 4 | 1 | 2 | 1 | 2  | 3  | -1 |
| 3   | Cuba             | 3   | 4 | 1 | 1 | 2 | 3  | 5  | -2 |

Giamaica avanza al turno successivo.

### Gruppo 3
| Data             | Luogo         | Squadra 1         | Risultato | Squadra 2         |
| ---------------- | ------------- | ----------------- | --------- | ----------------- |
| 7 febbraio 1965  | Port of Spain | Trinidad e Tobago | 4 - 1     | Guyana olandese   |
| 12 febbraio 1965 | San José      | Costa Rica        | 1 - 0     | Guyana olandese   |
| 21 febbraio 1965 | San José      | Costa Rica        | 4 - 0     | Trinidad e Tobago |
| 28 febbraio 1965 | Paramaribo    | Guyana olandese   | 1 - 3     | Costa Rica        |
| 7 marzo 1965     | Port of Spain | Trinidad e Tobago | 0 - 1     | Costa Rica        |
| 14 marzo 1965    | Paramaribo    | Guyana olandese   | 6 - 1     | Trinidad e Tobago |

| Pos | Squadra           | Pti | G | V | N | P | GF | GS | DR |
| --- | ----------------- | --- | - | - | - | - | -- | -- | -- |
| 1   | Costa Rica        | 8   | 4 | 4 | 0 | 0 | 9  | 1  | +8 |
| 2   | Guyana olandese   | 2   | 4 | 1 | 0 | 3 | 8  | 9  | -1 |
| 3   | Trinidad e Tobago | 2   | 4 | 1 | 0 | 3 | 5  | 12 | -7 |

Costa Rica avanza al turno successivo.

## Secondo Turno
| Data           | Luogo             | Squadra 1  | Risultato | Squadra 2  |
| -------------- | ----------------- | ---------- | --------- | ---------- |
| 25 aprile 1965 | San José          | Costa Rica | 0 - 0     | Messico    |
| 3 maggio 1965  | Kingston          | Giamaica   | 2 - 3     | Messico    |
| 7 maggio 1965  | Città del Messico | Messico    | 8 - 0     | Giamaica   |
| 11 maggio 1965 | San José          | Costa Rica | 7 - 0     | Giamaica   |
| 16 maggio 1965 | Città del Messico | Messico    | 1 - 0     | Costa Rica |
| 22 maggio 1965 | Kingston          | Giamaica   | 1 - 1     | Costa Rica |

| Pos | Squadra    | Pti | G | V | N | P | GF | GS | DR  |
| --- | ---------- | --- | - | - | - | - | -- | -- | --- |
| 1   | Messico    | 7   | 4 | 3 | 1 | 0 | 12 | 2  | +10 |
| 2   | Costa Rica | 4   | 4 | 1 | 2 | 1 | 8  | 2  | +6  |
| 3   | Giamaica   | 1   | 4 | 0 | 1 | 3 | 3  | 19 | -16 |

Messico qualificato.